# Matrix-Powertag
El Matrix Powertag (código UCI: MTR) es un equipo ciclista japonés. Fundado en 2006 fue continental hasta 2010 donde se convirtió en amateur para volver a ser continental en 2011.

## Clasificaciones UCI
El equipo participa en los circuitos continentales, principalmente en el UCI Asia Tour. 

### UCI Asia Tour
| Temporada | Clasificación por equipos | Mejor corredor           | Posición |
| 2010-2011 | 52.º                      | Takahiro Yamashita       | 240.º    |
| 2011-2012 | 48.º                      | Mariusz Wiesiak          | 151.º    |
| 2012-2013 | 46.º                      | Vicente García de Mateos | 153.º    |
| 2013-2014 | 63.º                      | Eduard Prades            | 216.º    |
| 2015      | 19.º                      | Benjamín Prades          | 16.º     |
| 2016      | 53.º                      | José Vicente Toribio     | 190.º    |
| 2017      | 25.º                      | José Vicente Toribio     | 31.º     |
| 2018      | 35.º                      | Junya Sano               | 51.º     |
| 2019      | 4.º                       | Junya Sano               | 151.º    |
| 2021      | 10.º                      | Marino Kobayashi         | 112.º    |
| 2022      | 20.º                      | Marino Kobayashi         | 73.º     |

### UCI Europe Tour
| Temporada | Clasificación por equipos | Mejor corredor       | Posición |
| 2010-2011 | 116.º                     | Mariusz Wiesiak      | 1202.º   |
| 2011-2012 | 107.º                     | Mariusz Wiesiak      | 532.º    |
| 2013-2014 | 85.º                      | Eduard Prades        | 126.º    |
| 2019      | -                         | Francisco Mancebo    | 291.º    |
| 2021      | -                         | Francisco Mancebo    | 627.º    |
| 2022      | -                         | José Toribio Alcolea | 825.º    |

## Palmarés
Para años anteriores, véase Palmarés del Matrix-Powertag

### Palmarés 2025

#### Circuitos Continentales UCI
| Fechas | Circuito | Carreras | Ganador |

#### Campeonatos nacionales
| Fechas | Carreras | Ganador |

## Plantilla
Para años anteriores, véase Plantillas del Matrix-Powertag

### Plantilla 2025
| Nombre               | Nacimiento | Nacionalidad | Equipo 2024     |
| Alexandros Agrotis   | 13/07/1998 | Chipre       | Matrix Powertag |
| Koya Hashimoto       | 09/12/2005 | Japón        | Matrix Powertag |
| Ryosuke Hashimoto    | 08/03/1992 | Japón        | Matrix Powertag |
| Francisco Mancebo    | 09/03/1976 | España       | Matrix Powertag |
| Hijiri Oda           | 23/11/1998 | Japón        | Matrix Powertag |
| Kazuki Okazaki       | 20/09/2005 | Japón        | Matrix Powertag |
| Kenji Takubo         | 11/09/1995 | Japón        | Matrix Powertag |
| José Vicente Toribio | 22/12/1985 | España       | Matrix Powertag |
| Kazuyuki Uemasu      | 19/04/1997 | Japón        | Matrix Powertag |
| Daiki Yasuhara       | 12/08/1991 | Japón        | Matrix Powertag |